# مسترجسة طوافة
مسترجسة طوافة[بحاجة لمصدر] (الاسم العلمي: Sordaria vagans) هي نوع من الفطريات تتبع جنس المسترجسة من الفصيلة المسترجسية